# Alois Alzheimer
Alois Alzheimer (Marktbreit, 14 juni 1864 — Breslau, 19 december 1915) was een Duits neuropatholoog en psychiater. Hij is vooral beroemd door de ziekte die in 1906 voor het eerst door hem beschreven werd en naar hem genoemd is, de ziekte van Alzheimer.

## Biografie

### Studies
Alzheimer werd geboren in het Beierse stadje Marktbreit in Duitsland. Hij doorliep de universiteiten van Aschaffenburg, Tübingen, Berlijn en Würzburg, waar hij lid was van Corps Franconia in KSCV en in 1887 een academische graad in de studie geneeskunde haalde. In datzelfde jaar verdedigde hij zijn uit slechts 17 pagina's bestaande scriptie over  oorsmeerklieren. De scriptie was gebaseerd op experimenteel onderzoek, uitgevoerd in het laboratorium van de destijds bekende Zwitserse fysioloog en histoloog Albert von Kölliker (1817-1905). 
Het volgende jaar 1888 bracht Alzheimer door met een geesteszieke vrouw, gedurende een reis van 5 maanden. Hierna voegde hij zich bij de staf van het stedelijk geestelijk verpleeghuis in Frankfurt am Main, de Städtische Irrenanstalt, geleid door Emil Sioli (1852-1922). Hier begon hij zijn studie in de psychiatrie en stortte zich volledig op zijn grote interesse, de neuropathologie. Reeds een jaar later kwam de bekende neuroloog Franz Nissl (1860-1919) in datzelfde verpleeghuis werken.

### Nissl en Alzheimer
Nissl en Alzheimer deden uitgebreid onderzoek naar de pathologie van het zenuwstelsel, in het bijzonder naar de normale en de pathologische anatomie van de hersenschors. Dit onderzoek resulteerde in het zes delen tellende werk Histologische und histopathologische Arbeiten über die Grosshirnrinde (Histologische en Histopathologische Studie van de Hersenschors), dat werd gepubliceerd tussen 1906 en 1918.
Er ontstond een hechte vriendschap tussen de twee doctoren die overdag met patiënten werkten en 's avonds en 's nachts achter de microscoopzaten.
In 1895 ging Nissl voor de vooraanstaande Duitse psychiater Emil Kraepelin (1856-1926) in Heidelberg werken, waar hij hem later opvolgde als hoofd van het ziekenhuis. Alzheimer werd in 1895 aangesteld als directeur van de Städtische Irrenanstalt, het psychiatrisch instituut in Frankfurt am Main. Daar ging hij door met onderzoek naar een verscheidenheid aan onderwerpen, met inbegrip van klinisch onderzoek naar de bipolaire stoornis en schizofrenie.
In 1902 nodigde Kraepelin, die "de Linnaeus van de psychiatrie" genoemd werd, Alzheimer uit om met hem te gaan samenwerken in de universiteitskliniek van Heidelberg, waar hij dus opnieuw werkte met Nissl. In 1903 vergezelde Alzheimer Kraepelin naar de universiteitskliniek van München, waar hij vertrouwd werd met de differentiële diagnose bij progressieve verlammingen. In 1904 verdedigde hij er zijn academisch proefschrift. In 1908 voegde hij zich bij de staf van het Psychiatrisch Instituut als buitengewoon hoogleraar en volgde Robert Gaupp op als directeur van het klinisch anatomisch laboratorium. Hierdoor verwierf het laboratorium zich al snel een internationale reputatie en werd het een ontmoetingsplaats voor vele belangrijke onderzoekers, onder wie Hans Gerhard Creutzfeldt (1885-1964), Alfons Maria Jakob (1884-1931), naar deze beiden is de ziekte van Creutzfeldt-Jakob genoemd, Fritz H. Lewy (1885-1950), Ugo Cerletti (1877-1963), Gaetano Perusini (1879-1915) en F. Lotmar.

### Vruchtbare jaren
Gedurende zijn jaren in München beschreef Alzheimer de ziekte die naar hem vernoemd is, maar hij deed eveneens microscopisch onderzoek naar andere ziekten van het zenuwstelsel. Hij beschreef onder andere de veranderingen in de hersenen bij arteriosclerose en het verlies van zenuwcellen bij de ziekte van Huntington, dat Alzheimer het meest aantrof in een inwendig deel van de grote hersenen, in het corpus striatum. Alzheimer onderzocht ook veranderingen in de hersenen bij epilepsie. Hij beschreef onder andere een uitgebreid verlies van zenuwcellen in de hippocampus, de zogenoemde ammonshoornsclerose, bij een groot aantal patiënten met epilepsie. Al in 1907 suggereerde hij tijdens een lezing dat het verlies van zenuwcellen de ziekte niet veroorzaakte, die hij "de aanvallen" noemde, maar door de aanvallen zelf werd veroorzaakt. Dit is door latere onderzoeken bevestigd.

### De man met de sigaar
De 10 jaar in München als hoofd van het anatomisch laboratorium waren Alzheimers beste jaren. Studenten van verscheidene landen bezetten constant de twintig plaatsen in zijn laboratorium. Alzheimer wisselde tussen de diverse werkplekken waar een microscoop in gebruik was, waar hij uitvoerig tijd nam voor elke student om uit te leggen wat er onder de microscoop te zien was. Diegenen die er geweest zijn omschreven het als een onvergetelijk iets om te zien hoe Alzheimer met zijn grote hoofd zich over de microscoop boog met zijn knijpbril aan een koord om zijn nek en altijd met een sigaar, die hij aan de kant legde als hij begon aan zijn verklaringen. Er wordt beweerd dat aan het eind van de dag bij elke werkplek waar een microscoop stond, een sigarenstompje lag, aldus zijn rondgang door het laboratorium markerend. Voor deze anekdote bestaat overigens geen bewijs.

### De laatste jaren
Op 16 juli 1912 tekende Koning Wilhelm II van Pruisen een akte van benoeming als professor in de psychiatrie aan de Universiteit van Breslau (nu Wrocław, Polen). Alzheimer nam de uitnodiging aan en verliet Frankfurt, maar in de trein voelde hij zich al ziek en moest direct na aankomst opgenomen worden in het ziekenhuis. Hoewel zijn gezondheid snel achteruitging, wijdde hij zijn laatste drie jaar aan onderzoek en klinisch werk, maar hij was nooit in staat datgene te doen waarvoor hij naar Breslau was gekomen. Zijn dood op 19 december 1915 op 51-jarige leeftijd was het resultaat van hartfalen na endocarditis.

## Invloed
De diagnose “alzheimer” is tegenwoordig nog steeds gebaseerd op de onderzoeksmethoden die gebruikt werden in 1906. Dit is opmerkelijk in het licht van de ontwikkeling van onderzoeksmethoden bij andere ziekten en zegt veel over de kwaliteit van de ontdekkingen van Alois Alzheimer.

## Publicaties
Alzheimer schreef zelf nooit een boek, maar werkte wel aan een groot manuscript, Die Anatomie der Geisteskrankheiten (De anatomie van geestesziekten) voor een leerboek over psychiatrie, maar het boek werd nooit voltooid.
Samen met Max Lewandowsky (1876-1918) was Alzheimer medeoprichter en mede-uitgever van het Zeitschrift für die gesamte Neurologie und Psychiatrie.
- Bibliothèque nationale de France: cb124428192 (data)
- Catàleg d'autoritats de noms i títols de Catalunya: 981058614703406706
- Gemeinsame Normdatei: 119142872
- International Standard Name Identifier: 0000 0000 9260 5736
- Library of Congress Control Number: n89225720
- Bibliotheek van het Japanse parlement: 00998419
- Nationale Bibliotheek van Tsjechië: nlk20000078565
- Nationale bibliotheek van Australië: 35609162
- Nationale Bibliotheek van Israël: 987012272976805171
- Nationale Bibliotheek van Polen: a0000001081051
- Nederlandse Thesaurus van Auteursnamen: 067507867
- Istituto Centrale per il Catalogo Unico: CFIV074520
- LIBRIS: 258509
- Système universitaire de documentation: 033253331
- Trove: 1013581
- Virtual International Authority File: 21274463
- WorldCat: E39PBJr3mcHwCHPMfM6xt78DMP